# Netwise
Netwise S.A. – polska spółka informatyczna (integrator) z siedzibą w Warszawie, notowana na rynku NewConnect Giełdy Papierów Wartościowych w Warszawie. Firma dostarcza aplikacje biznesowe i systemy klasy CRM (Customer Relationship Management) i PRM (Partner Relationship Management) oparte na technologiach Microsoft. Spółka istnieje od 2008 roku. Od początku swojej działalności oferuje klientom system CRM hostowany we własnym Centrum Danych i realizuje wdrożenia za pomocą metodyk zwinnych (Agile). Założycielem firmy jest Jakub Skałbania, a Prezesem Zarządu Wojciech Sobczak.

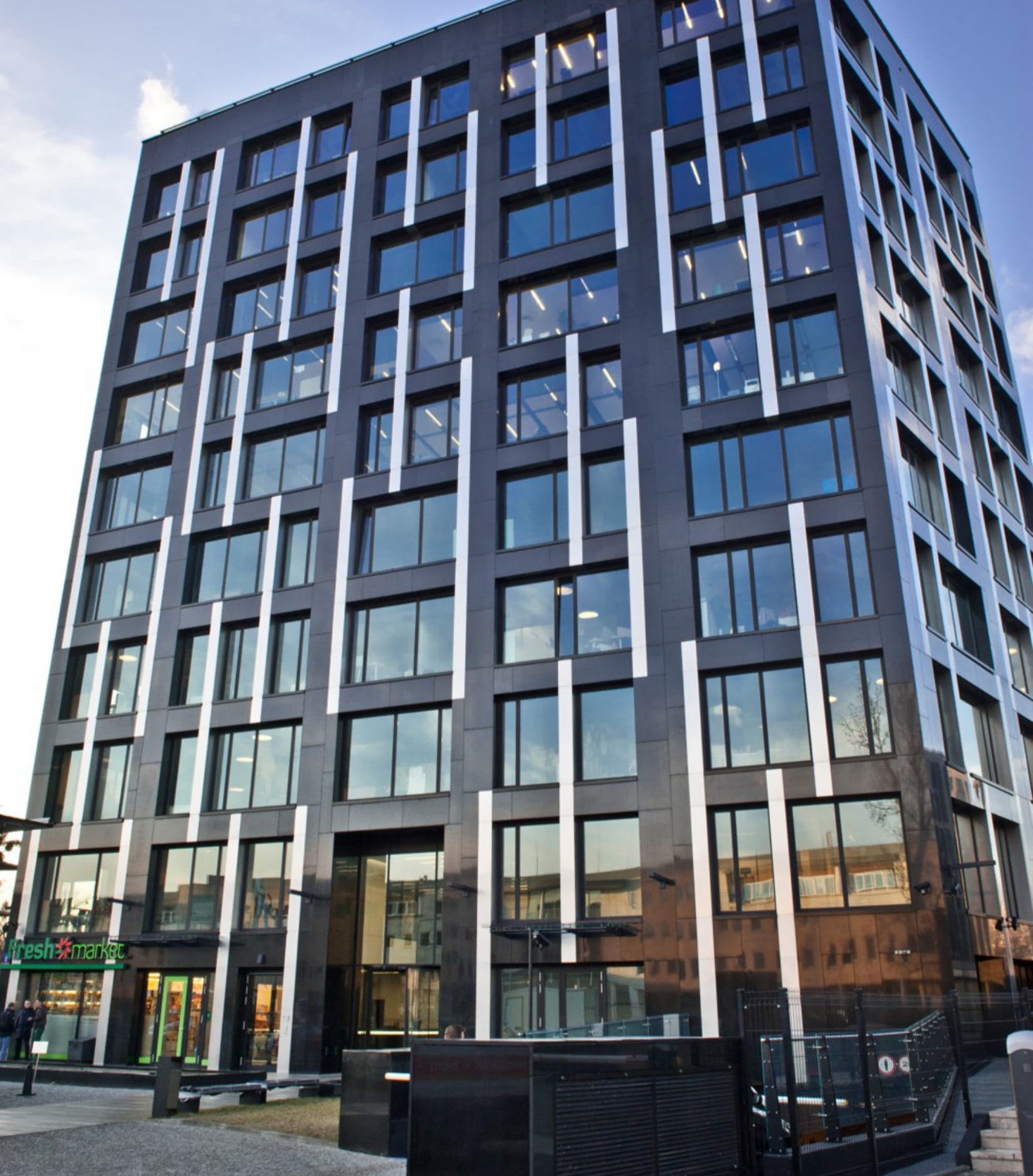
Główna siedziba Netwise S.A. przy ul. Szamockiej 8 w Warszawie

## Działalność
Netwise S.A. współpracuje z Klientami z 27 krajów. Dla większości z nich spółka dostarcza usługi wdrożenia, wsparcia i rozwój systemów do zarządzania relacjami z klientami (CRM). Do grona klientów Netwise S.A. należą firmy z Niemiec, Danii, Holandii, Finlandii, UK, USA, Francji, Szwecji, Szwajcarii i Polski.
Netwise S.A. jest pierwszym w historii polskim integratorem, który wygrał ranking Deloitte Fast50 CE (w 2012) i został uznany przez Microsoft Zwycięzcą rankingu Reseller of the Year w Europie (2015).

## Historia
Netwise Sp. z o.o. powstała w 2008 roku w Polsce. Została założona przez dwóch studentów Uniwersytetu Oksfordzkiego – Jakuba Skałbanię i Tomasza Luchowskiego. Od początku 30% udziałów posiadał fundusz Private Equity, którego środki zostały wykorzystane do sfinansowania części inwestycji we własne Centrum Danych.
W 2010 roku Microsoft po raz pierwszy nagrodził Netwise tytułem Partnera Roku w Polsce. Od tamtej pory przez 7 lat z rzędu Netwise pozostał na pierwszym miejscu wśród partnerów Microsoft w Polsce zajmujących się wdrożeniami aplikacji biznesowych (w tym CRM).
W 2011 roku w gronie Klientów Netwise były już firmy z Polski, Francji, Szwecji i Holandii, a Microsoft nagrodził Netwise tytułem Reseller of the Year 2011, Central & Eastern Europe podczas gali w Hollywood, CA w USA.
W 2012 roku Deloitte uznał Netwise za #1 Rising Star w międzynarodowym rankingu Deloitte Fast50 spośród kilku tysięcy firm z kilkunastu krajów Europy Środkowej i Wschodniej. W tym samym roku Netwise Sp. z o.o. została przekształcona w spółkę akcyjną i ogłosiła plan realizacji umowy inwestycyjnej z funduszem Private Equity, na mocy której spółka miała zadebiutować na rynku NewConnect do końca 2013 roku.
W kwietniu 2013 roku Netwise zadebiutował na rynku NewConnect, a w lipcu spółka została pierwszym integratorem CRM z Polski w historii wybranym do grona Inner Circle przez Microsoft (top 20 partnerów CRM z całego świata).
W 2014 roku założyciel Netwise S.A., Jakub Skałbania, został wybrany przez EY jednym z 12 finalistów Rankingu Przedsiębiorca Roku (EY Entrepreneur of the Year).
W 2015 roku Netwise S.A. po raz drugi w historii został wybrany do grona top 20 integratorów CRM (60 najlepszych partnerów CRM i ERP świata) przez Microsoft. W tym samym roku Netwise S.A. ukończył pierwsze, w pełni chmurowe wdrożenie oparte na chmurze publicznej dla jednego z operatorów telekomunikacyjnych w Polsce.
W 2018 roku, po wyjeździe do Stanów Zjednoczonych założyciel Netwise S.A. powołał do życia Netwise USA, spółkę realizującą usługi na terenie USA za pomocą centrum rozwojowego zarządzanego przez Netwise S.A. w Polsce. Od 2018 roku zespół Netwise S.A. tworzy technologię dla start-upu InsurTech – Nsure.com, który jest pierwszą w USA cyfrową agencją ubezpieczeniową pozwalającą z wykorzystaniem technologii szacować ryzyko i kupować ubezpieczenia (nieruchomości, samochodów i inne) w kilkadziesiąt sekund. Nsure.com wzbudził wielkie zainteresowanie mediów w Stanach Zjednoczonych, a technologia i sposób działania opisane zostały m.in. w Fast Company (wywiad z Jakubem Skałbanią).
W grudniu 2021 roku, założyciel firmy – Jakub Skałbania, dołączył do zarządu spółki na stanowisku Chief Growth Officera. Na tym stanowisku, jest odpowiedzialny za zarządzanie rozwojem firmy poprzez nowe kanały sprzedaży, marketing, budowanie zaangażowania pracowników i ekspansję geograficzną i produktową.

## Netwise w Polsce
Firma Netwise S.A jest zarejestrowana w Polsce, a wszystkie spółki zagraniczne są w posiadaniu spółki holdingowej w Polsce. Zespoły w Warszawie (od 2020 roku również w Lublinie i Rzeszowie) realizują wszystkie prace dla klientów z Polski i z innych krajów.

## Netwise na świecie
Dotychczas spółka zrealizowała projekty w 27 krajach, a obecnie do stałych Klientów należą firmy z Niemiec, Danii, Holandii, Finlandii, UK, USA, Francji, Szwecji, Szwajcarii i Polski.
Oddział w USA zrealizował w 3 lata wdrożenia platform biznesowych (systemów CRM i PRM oraz aplikacji self-service) dla Klientów w 4 stanach.

## Nagrody i wyróżnienia
2010 – Partner Roku Microsoft – CRM
2011 – Partner Roku Microsoft – CRM
2011 – Reseller of the Year – Microsoft Dynamics, CEE Finalist
2011 – Microsoft President’s Club
2012 – Deloitte Fast50 CE, Rising Star Winner
2012 – Partner Roku Microsoft – Dynamics CRM
2013 – Reseller of the Year – Microsoft Dynamics, CEE
2013 – Microsoft Inner Circle (top 1% partnerów Microsoft na świecie)
2013 – Partner Roku Microsoft – CRM
2014 – Finał Konkursu EY Entrepreneur of the Year dla założyciela Netwise, Jakuba Skałbani
2014 – Partner Roku Microsoft – CRM
2015 – Reseller of the Year – Microsoft Dynamics, Europe
2015 – Microsoft Inner Circle (top 1% partnerów Microsoft na świecie)
2015 – Partner Roku Microsoft – CRM
2015 – Firma z Energią, nagroda Gazety Bankowej dla najbardziej innowacyjnych firm
2016 – Partner Roku Microsoft – CRM
2016 – Role Model Enterprise Cloud Integrator (Microsoft, Canada 2016)
2016 – Gartner Trusted Vendor, Dynamics 365, Central & Eastern Europe
2018 – ITWiz TOP100, #3 Dostawca usług CRM (#1 SAP, #2 Oracle)
2019 – Computerworld TOP200, #2 Dostawca usług CRM
2020 – ITWiz TOP100, #3 Dostawca usług CRM (#1 SAP, #2 Oracle)
2020 – Najbardziej Efektywny Pracodawca, Ranking “Dobra Firma” – Związek Przedsiębiorców i Pracodawców

## Produkty i usługi

### CRM
Netwise S.A. oferuje systemy CRM, które znajdują zastosowanie w następujących obszarach:
- sprzedaż – zarządzanie klientami, zamówieniami, i potencjałem, planowanie sprzedaży,
- marketing – zarządzanie potencjalnymi klientami, zarządzanie klientami oraz egzekucja kampanii,
- marketing cyfrowy – automatyzacja marketingu, e-mail marketing, ścieżki zakupowe klientów,
- obsługa klienta – call center, wielokanałowa obsługa klientów, zarządzanie sprawami, umowami i SLA,
- obsługa terenowa – zarządzanie czasem pracy i zasobami, zarządzanie przydziałem usług i serwisantów,
- obsługa partnera – zarządzanie siecią sprzedaży i partnerami, cele, KPI, grywalizacja,
- analityka – tworzenie raportów, dashboardów, analiza danych, unifikacja danych, segmentacja klientów,
- predykcje i rekomendacje – sugestie najlepszych akcji, analiza behawioralna klientów, analiza danych z wielu kanałów[30].

### PRM
Netwise S.A jest autorem jedynego na świecie systemu typu PRM (Partner Relationship Management) do zarządzania siecią sprzedaży, franczyzami i partnerami handlowymi opartymi na platformie Microsoft Azure i Dynamics 365. System Netwise PRM został certyfikowany przez Microsoft i oferowany jest w sklepie AppSource dla klientów na całym świecie.
Netwise PRM oferuje funkcjonalności pozwalające organizacjom centralnym na zarządzanie pełnym cyklem życia partnerów handlowych od procesu ich pozyskania, przez onboarding aż po realizację potencjałów, grywalizację i rozwój pracowników. Rozwiązanie pozwala także na integracje z systemami PoS poprzez sugerowanie akcji (next-best action) dla pracowników i partnerów obsługujących klientów końcowych.